# Rebel Without a Cause
Rebel Without a Cause (bra: Juventude Transviada; prt: Fúria de Viver) é um filme norte-americano de 1955, do gênero drama, dirigido por Nicholas Ray.

## Sinopse
Jim Stark (James Dean) é um jovem problemático e, por sua causa, os pais se mudam de uma cidade para outra, até se fixarem em Los Angeles. Certo dia ele é preso por embriaguez e desordem e, no distrito policial, conhece Judy (Natalie Wood), uma jovem revoltada com o pai, e Platão (Sal Mineo), um rapaz que atirou em alguns cães. Após ser libertado, tenta se aproximar de Judy, mas cria um desentendimento com o namorado de Judy, que é o líder de uma gangue do colégio. Esta rivalidade vai gerar algumas situações com trágicas consequências. 

## Elenco principal
- James Dean .... Jim Stark
- Natalie Wood .... Judy
- Sal Mineo .... John Crawford (Plato)
- Jim Backus .... Frank Stark
- Ann Doran .... Sra. Stark
- Corey Allen .... Buzz Gunderson
- William Hopper .... Pai de Judy
- Rochelle Hudson .... Mãe de Judy
- Dennis Hopper .... Goon

## Principais prêmios e indicações
Oscar 1956 (EUA)
- Indicado nas categorias de Melhor Ator Coadjuvante (Sal Mineo), Melhor Atriz Coadjuvante (Natalie Wood) e Melhor História Original.

BAFTA 1957 (Reino Unido)
- Indicado nas categorias de Melhor Filme Estrangeiro e Melhor Ator Estrangeiro (James Dean)